# Parc provincial de la rivière Pinware
Le parc provincial de la rivière Pinware (anglais : Pinware River Provincial Park) est un parc provincial de Terre-Neuve-et-Labrador (Canada).
Ce petit parc de 68 ha a été créé en 1974 et se situe sur la côte sud du Labrador.

## Géographie

### Situation
Le parc occupe la presqu'île située entre l'estuaire intérieur de la rivière Pinware et la baie Pinware ouvrant sur le détroit de Belle Isle et marquée par un terrain et une végétation diversifiés.
La partie intérieur de la presqu'île densément boisée fait place à de la végétation rase sur la pointe face à l'embouchure de la rivière Pinware située à l'est. Deux longues plages de sable se trouvent au nord sur l'estuaire et au sud le long de la baie Pinware.

### Accès
Le parc est situé sur la route 510, à environ 32 km au sud-ouest de Red Bay. Un traversier relie à travers le détroit de Belle Isle la localité de Pidgeon Cove-St. Barbe sur la péninsule au nord-ouest de l'île de Terre-Neuve, à Blanc-Sablon au Québec sur la côte sud du Labrador à environ 53 km au sud-ouest du parc.

### Géologie
Le substratum rocheux dans la région du parc provincial de la rivière Pinware est composé d'une variété de granites très anciens et quelque peu déformés.

## Tourisme

### Infrastructure
Le parc provincial de la rivière Pinware compte 22 aires de camping et 25 sites de pique-nique. Un sentier de randonnée de 1,2 km mène à un point de vue surplombant la localité de Pinware.

### Pêche
La truite est exceptionnelle dans la rivière Pinware ainsi que les rivières, lacs et étangs adjacents. Le saumon atlantique est abondant.